# Ofra Haza
Ofra Haza (hebrejsky עפרה חזה‎, 19. listopadu 1957 Tel Aviv – 23. února 2000 Ramat Gan) byla izraelská herečka a zpěvačka jemensko-židovského původu.
Stala se mezinárodně uznávanou zpěvačkou, předmětem pýchy především Izraelců jemenského původu. Její hlas byl označován jako dokonalý mezzosoprán, schopný bezproblémového přechodu mezi různými styly a s obrovským rozsahem. Díky své lásce k jemenské židovské kultuře se Ofra Haza rychle stala miláčkem širokého publika Středního východu. Mnoho z jejích fanoušků ji vnímalo jako most mezi izraelským a arabským světem. Lásku publika si dokázala udržet, i když její hvězda stoupala a Ofra Haza přecházela i k více komerčnímu stylu zpívání. Její jméno nezůstalo neznámé ani Evropanům a Američanům a i díky úspěchům na těchto kontinentech během své kariéry nasbírala mnoho platinových a zlatých desek.

## Život a kariéra
Ofra Haza se narodila jako nejmladší z devíti dětí v chudinské Tel Avivské čtvrti Šchunat ha-Tikva. Ve 12 letech se stala členkou místní divadelní skupiny, jejíž manažer Bezalel Aloni objevil její pěvecký talent a na dlouhou dobu se stal jejím osobním manažerem. V devatenácti letech už byla Ofra izraelskou popovou princeznou, mnohými označovanou jako Madonna východu. V roce 1979, kdy dokončila povinnou vojenskou službu, manažer Aloni nastartoval její sólovou kariéru.
Její první album s názvem Al Ahavot Shelanu (Naše láska), bylo vydáno v roce 1980. Mnoho písní z něho se stalo opravdovými hity. Byly mezi nimi písně jako Hageshem (Déšť), Shir Ahav La'chayal (Píseň lásky pro vojáka), Kmo Tzipor (Jako pták) nebo Shir Ha'frecha, také označovaný jako The Bimbo Song.
V roce 1979 si Ofra Haza zahrála hlavní roli ve filmu Shlagger. Rádia v celé zemi odmítly hrát The Bimbo song, který byl pro tento film napsán, kvůli velmi otevřenému textu, píseň přesto však dobývala hitparády a zůstala na jejich vrcholu nepřetržitě po pět týdnů.
Brzy následovalo druhé album Bo Nedaber (Mluvme) a Ofra Haza opět ovládla hitparády s písněmi jako Tfila (Modlitba) a Simanim Shel Ohavim (Znamení milenců).
Třetí album Pituyim (Pokušení) vyšlo v roce 1982 a sklidilo stejný úspěch (jako předešlá alba) s hity Gavriel a Kol Yom Matchila Shana (Každý den je nový rok). Po vydání tohoto alba vícero známých skladatelů souhlasilo psát pro Ofra Hazu písně.
V roce 1983 zazářila Ofřina hvězda opět o něco víc. Na soutěži Eurovision Song Contest v Lucembursku upoutala písní Chai (Živý) a umístila se na druhém místě. Její popularita v Izraeli už neznala mezí. Album Chai, které vydala v roce 1983 se stalo jejím do té doby nejprodávanějším albem a titulní píseň byla zvolena písní roku. Album Chai obsahovalo bonusové písně Amen Lamilim (Amen slovům) a Sof Hakayitz (Konec léta).
Ofra Haza byla v Izraeli čtyřikrát po sobě zvolena umělkyní roku a to v letech 1980 – 1983. Později v roce 1983 vydala album Shirey Moledet, což byla sbírka jejích interpretací známých izraelských folkových písní. Ohlas na ně byl tak ohromný, že bylo rozhodnuto o vydání dvou dalších pokračování (v letech 1985 a 1987).
Album Bait Ham (Místo pro mě) bylo vydáno v roce 1984 a jeho titulní píseň stejně jako Yad Beyad (Ruka v ruce) a Itcha Halayla (Dnes v noci s tebou) vládla hitparádám. Z alba se během několika dní stala zlatá deska. V prosinci téhož roku vydala Ofra Haza album, které se stalo bodem zlomu/mezníkem v její kariéře. Šlo o sbírku jemenských písní, jednoduše nazvanou Yemenite songs (Jemenské písně). I přes vlažný postoj rádiových stanic se toto album stalo bestselerem a brzy se z něj stala platinová deska. Bylo znovu vydáno v USA pod názvem Fifty Gates of Wisdom.
Album Adama (Země) následovalo roku 1985 a podíleli se na něm přední izraelští skladatelé jako Saša Argov, Neomi Shemer, Ya'akov Orland nebo Ehud Manor. Album tvořily hity Adama, Goral Echad (Jeden osud) nebo Mishehu Holech Tamid Ity (Někdo jde vždy se mnou).
V roce 1986 začala Ofra Haza spolupracovat s producentem Yizharem Ashdotem a společně vytvořili album Yamin Nishbarim (Zlomené dny). Hudba byla velmi emocionální a texty osobní, psané samotnou Ofrou. Trvalo skoro rok než album dosáhlo na zlatou desku. Za zmínku stojí například písně Kol Haklafim (Všechny karty jsou vyložené) a Hake'ev Haze (Tato bolest).
Když byla Ofra Haza v rozhovoru pro rádio KCRW-FM (1993, Santa Monica) dotázána na své hudební kořeny, mluvila o svých židovských jemenských rodičích, dětství plném hudby a zpěvu a o vášni pro tradiční jemenské písně, které se naučila od matky. Otázky na divadelní soubor, jehož bývala součástí, vysvětlovala potřebou chudé a zanedbané čtvrti Šchunat ha-Tikva něčeho pozitivního a dramatického, co by mohlo ostatní upozornit na tuto zapomenutou čtvrť. Během tohoto rozhovoru je v pozadí slyšet manažer Aloni jako doplňuje informace a dokonce Ofru opravuje ohledně věku při určité události v jejím životě (přidává jí dva roky).
V roce 1987 přežila Ofra Haza pád letadla na izraelsko-jordánské hranici.

## Mezinárodní proslulost
Album Ofra Haza 1997 obsahovalo píseň Show Me (Ukaž mi) a přepracovanou píseň Im Nin'Alu 2000. Největší mezinárodní uznání jí přineslo právě Im Nin'Alu převzaté z alba Shaday (1988), které vyhrálo ocenění New Music Award za nejlepší mezinárodní album roku. Zmíněná píseň se dostala na vrchol evropských hitparád na dva týdny a stala se častou písní kanálů MTV v celé Evropě. Po dobu následujících dvou let byla tato píseň neustále znovu vydávána a remixována. Krátce se také objevila mezi 40 nejhranějšími písněmi ve Velké Británii a stala se oblíbenou taneční písní po celé Evropě a USA. Na devět týdnů dobyla vrchol německých hitparád a dokonce ji přezpívala řecká zpěvačka ********[ujasnit] pod názvem Ime ali (Jsem jiná).[zdroj⁠?!] Přepracování se dočkaly také písně Galbi, Daw Da Hiya a Mata Hari, žádná už ale neměla takový úspěch jako Im Nin'Alu, která se stala průvodní písní k počítačové hře Grand Theft Auto: Liberty City Stories, vydané v roce 2005.
Ofra Haza si vysloužila mezinárodní uznání také pro svá alba Desert Wind (pouštní vítr, 1989), Kirya (1992), Ofra Haza (1997) a za svou sbírku písní pro děti L'Weladim (1982). Album Kirya bylo nominováno na cenu Grammy.
V roce 1994 vydala Ofra Haza první hebrejské album po sedmi letech – Kol Haneshama (Celá duše). Ačkoliv album zpočátku nesklízelo velké úspěchy, do světa se s jeho vydáním dostal jeden z největších hitů Ofra Hazy do té doby, píseň Leorech Hayam (Podél moře). Neměla žádný velký úspěch v hitparádách až do počátku jejího vysílání v rádiích, stala se ovšem symbolickou písní poté, co ji Ofra Haza zazpívala na ceremonii pro zesnulého premiéra Yitzhaka Rabina týden poté, co byl zavražděn. Rádia v celé zemi píseň začala hrát a lidé si jí všimli. Její text získal ještě více symboliky po smrti samotné Ofry v roce 2000.

## Spolupráce
K písním Ofry Hazy, které vznikly mezinárodní spoluprací, patří Temple of Love (Chrám lásky) nahraná s post-punkovou kapelou The Sisters of Mercy v roce 1992. Thomas Dolby koprodukoval alba Yemenite songs a Desert Wind, na kterých i účinkoval jako hostující hudebník. Ofra Haza naopak hostovala na Dolbyho albu Astronauts and Heretics (1992), zde zpívala v písni That's Why People Fall In Love (To je to, proč se lidé zamilovávají).
Se zpěvačkou Paulou Abdul nahrála v roce 1995 My Love Is For Real. Ofřiny vokály se objevují v písni Mysterious Days na Albu Sarah Brightman Harem vydaném v roce 2003. Toto byl nápad Franka Petersona, který produkoval jak Harem, tak album Ofra Haza.
Pro album Kirya nahrál Iggy Pop komentář k písni Daw Da Hiya a Ofra Haza se spolu s ním a dalšími podílela na videu k písni Give Peace a Chance (Dej míru šanci) v roce 1991.
Nazpívala také písně k soundtrackům filmů Colors (Barvy, 1988), Dick Tracy (1990), Wild Orchid (Divoká orchidej, 1990), Queen Margot (Královna Margot, 1994) a The Princ of Egypt (Princ egyptský, 1998). K filmu Princ egyptský nazpívala píseň Deliver Us (Tak vyveď nás) v 17 jazycích včetně své mateřské hebrejštiny a češtiny. V soundtracku k filmu The Governess (Guvernantka, 1998) je Ofra Haza slyšet v sedmi z dvanácti písní.
Vokály Ofra Hazy se staly hlavním pozadím k singlům Babylon od Black Doga, Paid in Full od Erica B a Rakima a k Pump Up the Volume od M/A/R/R/S.
Ofra Haza nazpívala několik cover verzí jako například You've Got a Friend (Carole King / James Taylor), Open Your Heart (Madonna) a Kashmir (Led Zeppelin).
V roce 1994 vystupovala Haza při udílení Nobelových cen za mír v Oslu, kde se objevila po boku Sinéad O'Connor. K této příležitosti byla napsána píseň Paint Box (Krabice barev).

## Nekrolog
V únoru roku 2000 byla Ofra nalezena v bezvědomí s těžkou chřipkou. Po dva týdny bojovala o život v tel avivské nemocnici a po celou dobu její stav sledovaly snad všechny noviny v zemi. Ofra Haza zemřela 23. února 2000. Obvykle bývá jako příčina její smrti uváděno selhání orgánů v důsledku nemoci AIDS. Její rodina odmítla popřít nebo potvrdit tyto spekulace údajně na přání samotné Ofry. Média se ovšem nadále velmi zajímala o okolnosti její smrti.
Poté, co byla oznámena smrt Ofry Hazy, izraelská rádia hrála nepřetržitě její písně a izraelský premiér Ehud Barak vzdal hold jejímu dílu a řekl o ní toto: „Ofra se z bídy ha-Tikvy dostala až na vrchol izraelské kultury. Představovala vše dobré a noblesní z izraelské společnosti. Máme za co být jí vděční.“

## Manželství
15. července 1997 se Ofra Haza vdala za obchodníka jménem Doron Aškenazi, se kterým neměla děti. Aškenazi zemřel v sobotu 7. dubna 2001 na předávkování drogami. Byl to asi on, kdo během jejich krátkého manželství nakazil Ofru virem HIV.[zdroj?] Aškenazi měl v době své smrti osmiletou dceru a patnáctiletého syna.

## Největší hudební úspěchy
Všechna Ofřina alba měla obrovský úspěch, téměř každá její píseň se nějaký čas držela na prvním místě izraelských hitparád. Každý její soundtrack i duet s evropskými či americkými zpěváky se setkal s nadšením posluchačů. Zde je jen malý přehled jejích úspěchů:
- Al Ahavot Shelanu (O našich láskách) – 1. sólové album
- Chai (Živý) – píseň ze stejnojmenného alba, se kterou v roce 1983 zazářila na soutěži Eurovision Contest Song
- Umělkyně roku – titul, který v Izraeli získala čtyřikrát po sobě, v letech 1980 – 1983
- Yemenite Songs – sbírka popových písní inspirovaných jemenským folklórem
- Im Nin'Alu – snad nejslavnější ze všech písní Ofra Hazy - píseň z alba Shaday, jehož součástí byla i píseň Show me. Im Nin'Alu se dočkala obrovského množství remixů a stala se z ní také průvodní píseň počítačové hry GTA z roku 2005
- Shaday – album, které získalo ocenění New Music Award za nejlepší mezinárodní album roku
- Kirya – album, které si vysloužilo nominaci na cenu Grammy
- The Prince of Egypt (Princ egyptský) – nejznámější soundtrack, na jehož tvorbě se Ofra Haza podílela, píseň Deliver Us nazpívala v 17 jazycích

## Alba

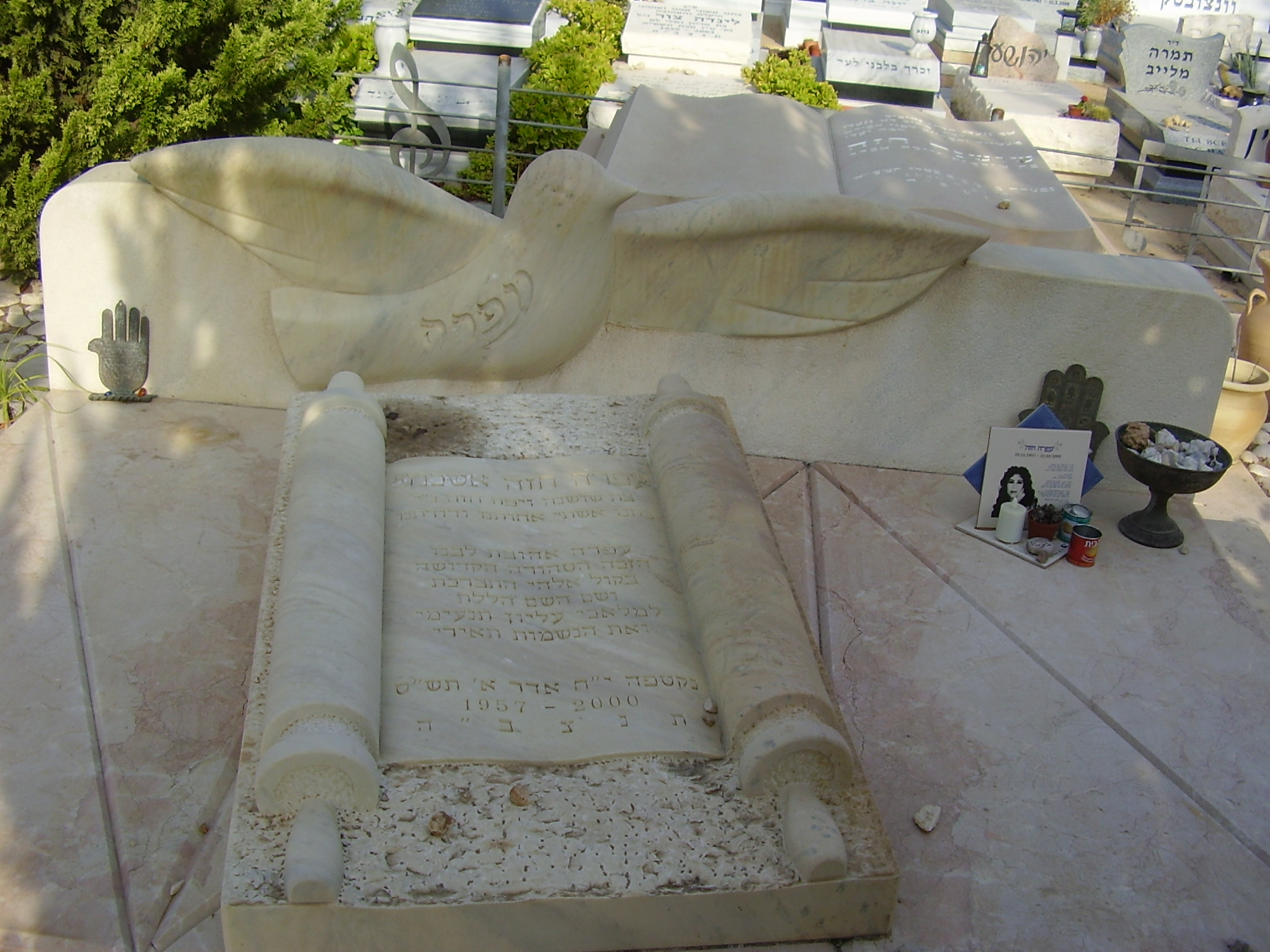
Hrob zpěvačky Ofra Haza v Tel Avivu

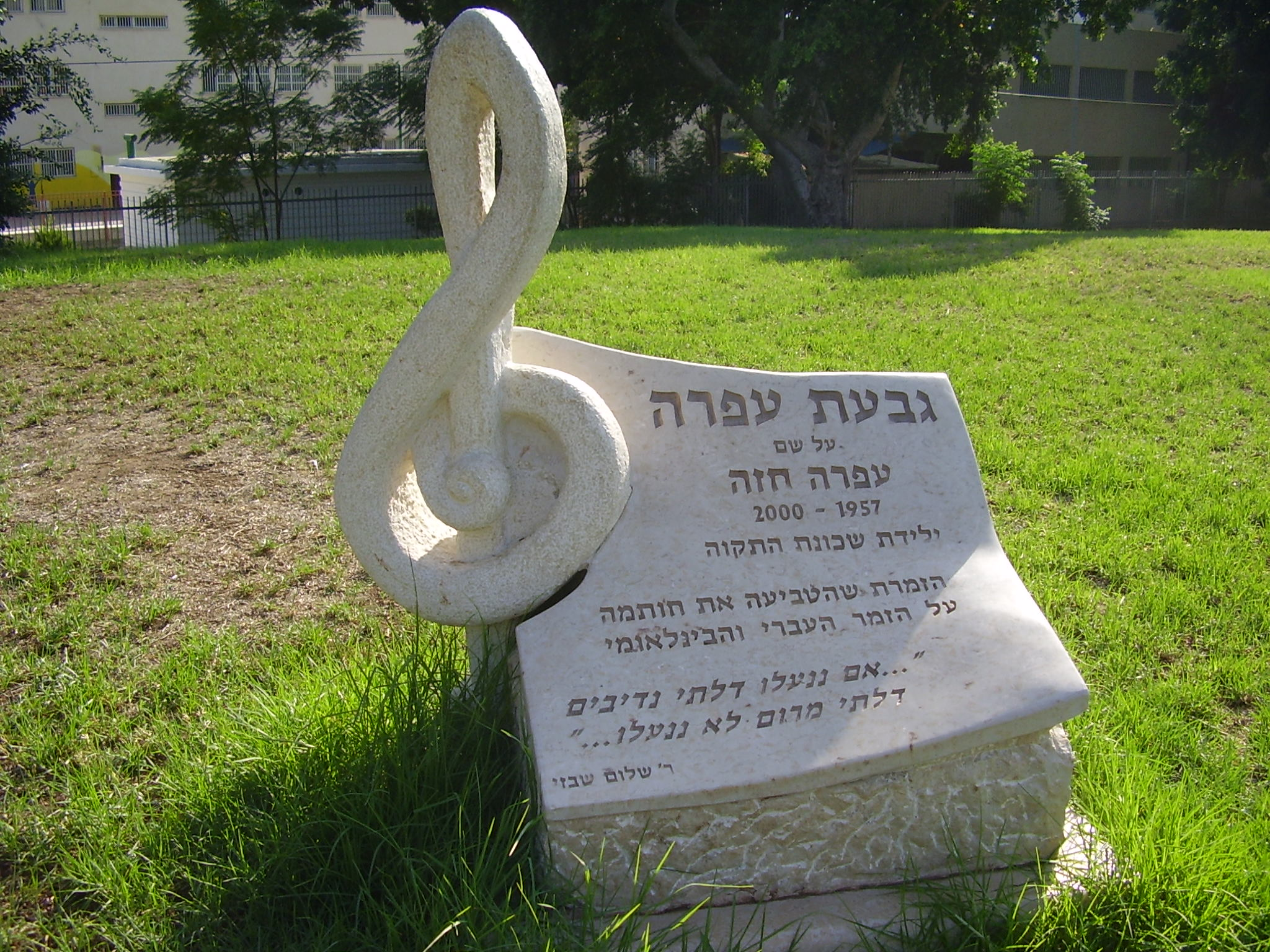
Památník v Tel Avivu

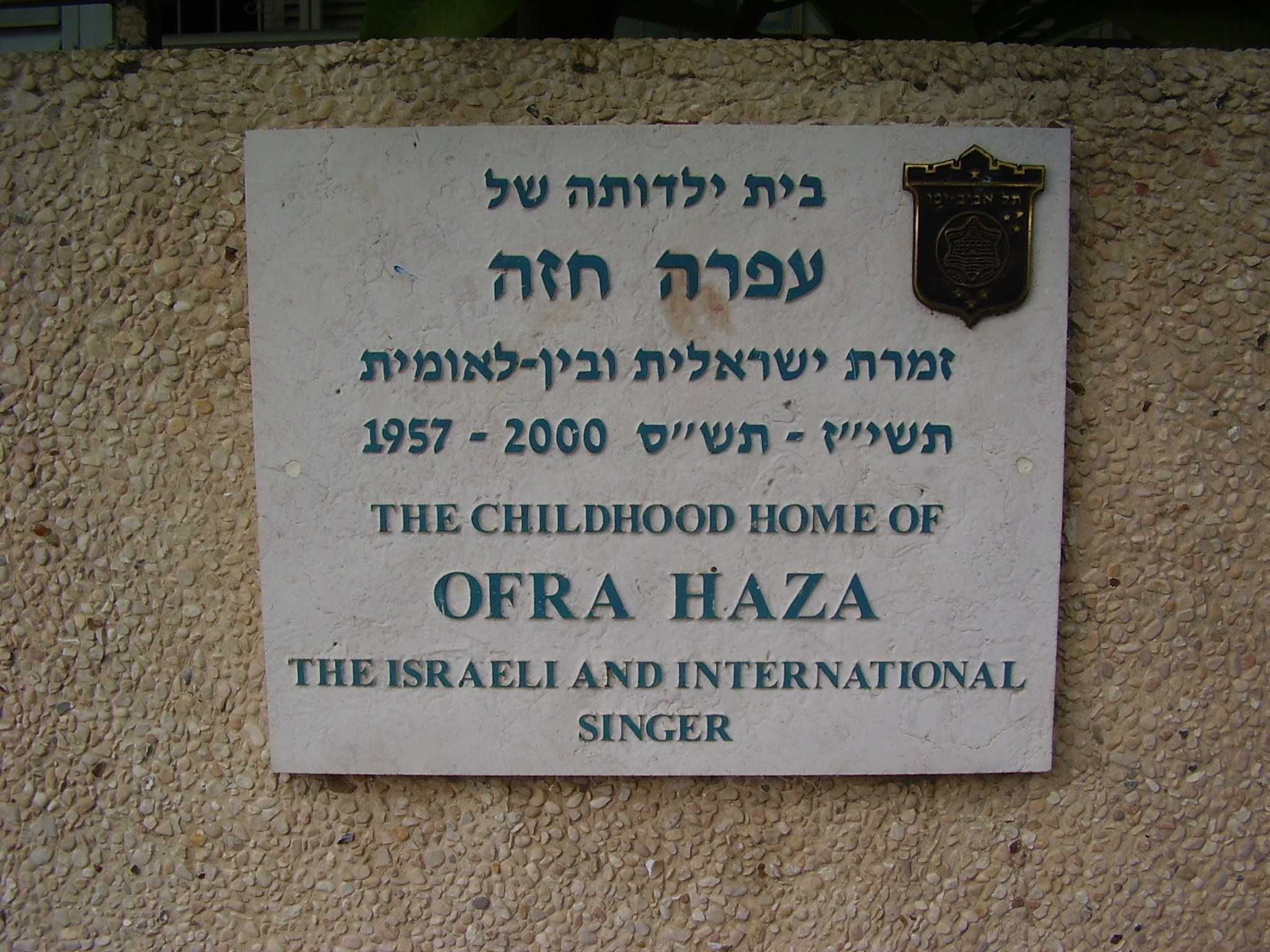
Pamětní deska na domě v Tel Avivu (ul. Boaz 39), kde Ofra Haza žila v dětství

- 1974 – Ahava Rishona (spolu s divadelní skupinou Shechunat Hatikvah)
- 1976 – Ve-hutz Mizeh Hakol Beseder (spolu s divadelní skupinou Shechunat Hatikvah)
- 1977 – Atik Noshan (spolu s divadelní skupinou Shechunat Hatikvah)
- 1979 – Shir HaShirim Besha'ashu'im (spolu s divadelní skupinou Shechunat Hatikvah)
- 1980 – Al Ahavot Shelanu (O našich láskách)
- 1981 – Bo Nedaber
- 1982 – Pituyim
- 1982 – Li-yeladim (Album písní pro děti)
- 1983 – Chai (Živý)
- 1983 – Shirey Moledet 1
- 1984 – Bayt Ham
- 1984 – Shirey Teyman (nebo také Yemenite Songs nebo Padesát bran moudrosti)
- 1985 – Adamah (Země)
- 1985 – Shirey Moledet 2
- 1986 – Yamim Nishbarim
- 1987 – Shirey Moledet 3
- 1987 – Album HaZahav (Album ze zlata)
- 1988 – Shaday
- 1988 – Yemenite Love (Jemenská láska)
- 1989 – Desert Wind (Pouštní vítr)
- 1992 – Kirya
- 1993 – Oriental Nights (Orientální noci)
- 1994 – Kol Haneshama
- 1995 – Queen in Exile (Královna v exilu)
- 1997 – Ofra Haza
- 1998 – At Montreux Jazz Festival
- 2000 – Greatest Hits vol.1/Bemanginat Halev
- 2001 – Music History
- 2004 – Greatest Hits vol.2/Bemanginat Halev

## Soundtracky
- 1988 – Colors
- 1990 – Dick Tracy
- 1990 – Wild Orchid
- 1994 – La Reine Margot (Queen Margot)
- 1998 – The Prince of Egypt
- 1998 – The Governess